# Leskovica, Gorenja vas-Poljane
Leskovica este o localitate din comuna Gorenja vas - Poljane, Slovenia, cu o populație de 109 locuitori.